# Muir (Míchigan)
Muir es una villa ubicada en el condado de Ionia en el estado estadounidense de Míchigan. En el Censo de 2010 tenía una población de 604 habitantes y una densidad poblacional de 307,66 personas por km².

## Geografía
Muir se encuentra ubicada en las coordenadas 42°59′51″N 84°56′6″O / 42.99750, -84.93500. Según la Oficina del Censo de los Estados Unidos, Muir tiene una superficie total de 1.96 km², de la cual 1.85 km² corresponden a tierra firme y (5.94%) 0.12 km² es agua.

## Demografía
Según el censo de 2010, había 604 personas residiendo en Muir. La densidad de población era de 307,66 hab./km². De los 604 habitantes, Muir estaba compuesto por el 94.7% blancos, el 0.17% eran afroamericanos, el 0.99% eran amerindios, el 1.49% eran asiáticos, el 0% eran isleños del Pacífico, el 0.83% eran de otras razas y el 1.82% pertenecían a dos o más razas. Del total de la población el 2.98% eran hispanos o latinos de cualquier raza.